# Indiegogo
 (janvier 2023).
Indiegogo est un site web de financement participatif créé par Danae Ringelmann, Slava Rubin, et Eric Schell en 2008. Son siège est à San Francisco, en Californie.

## Histoire
En 2002, alors qu'elle travaille en tant qu'analyste à Wall Street, Danae Ringelmann coproduit une lecture d'une pièce d'Arthur Miller. Malgré la popularité de la performance auprès des audiences, il y avait peu de motivation financière, Ringelmann décide donc de chercher des flux de revenus alternatifs. Ringelmann est initialement inspirée à travailler avec des réalisateurs et des producteurs de théâtre indépendants après qu'un réalisateur de cinquante ans son aîné voit qu'elle travaille à JPMorgan et lui a demandé de financer son film. En 2006, Ringelmann a pris des cours au Haas School of Business pour démarrer une entreprise ayant pour but de démocratiser la collecte de fonds. C'est là qu'elle rencontre Eric Schell et Slava Rubin, qui avaient eu des expériences similaires dans la collecte de fonds. Schell avait auparavant travaillé avec le House Theater Company à Chicago, alors que Rubin avait commencé une campagne de collecte de fonds de charité pour la recherche sur le cancer, après avoir perdu son père atteint du cancer alors qu'il était encore enfant.
Ringelmann, Schell et Rubin développent leur concept en 2007 sous le nom Project Keiyaku. Le site web est officiellement lancé au Festival du film de Sundance en janvier 2008. Il est initialement destiné à la collecte de fonds à destination de productions cinématographiques. En juin 2010, MTV New Media s'associa avec Indiegogo pour développer du nouveau contenu depuis les projets du site. En septembre 2011, l'entreprise collecte 1,5 million € en capital d'amorçage, mené entre autres par le cofondateur de Zynga. En février 2012, l'initiative Startup America du président Barack Obama s'associa avec Indiegogo pour offrir du financement participatif aux entrepreneurs aux États-Unis. En juin 2012, Indiegogo collecta 15 millions d'euros en fonds d'investissements.

## Fonctionnement
Dans un entretien avec Film Threat, Rubin a dit que le site est entièrement basé sur le principe de permettre à n'importe qui de collecter de l'argent pour n'importe quelle idée. La structure du site autorise les utilisateurs à créer une page pour leur campagne de fonds, créer un compte avec PayPal, faire une liste des bonus et atouts pour les différents niveaux d'investissement, puis créer un effort publicitaire basé sur les réseaux sociaux. Les utilisateurs font eux-mêmes la publicité des projets sur Facebook, Twitter et d'autres plateformes similaires. Le site prend un pourcentage de 4 % sur les revenus des campagnes réussies. Pour celles qui échouent à atteindre le montant voulu, les créateurs de la campagne ont le choix de soit rembourser intégralement les contributeurs sans aucune charge, soit garder l'argent collecté avec un pourcentage de 9 % donné au site. Contrairement à des sites similaires tels que Kickstarter, Indiegogo verse les fonds immédiatement, quand les contributions sont collectées à travers le compte PayPal de l'utilisateur. Indiegogo accepte aussi le paiement par carte de crédit depuis leur propre portail. Ces fonds sont versés au créateur de la campagne de fonds deux semaines après la conclusion de la campagne. D'après le Wall Street Journal, en octobre 2011 plus de 45 000 campagnes ont déjà été lancées, collectant « des millions chaque mois ». Indiegogo est aussi utilisé par des projets déjà financés pour créer de la publicité ou trouver des distributeurs.

## Productions d'envergure
Parmi les plus importants projets financés sur la plateforme et aboutis, on peut citer :

### Documentaires
- A Place Among the Undead (2016) de Juliet Landau[1].
- The Orange Years (2017) de Scott Barber. Documentaire sur Nickelodeon, studio qui a produit Bob L'Eponge, Les Razmokets, Jimmy Neutron, Dora L'Exploratrice, Hey Arnold, Les Castors Allumés[2].

### Films
- Bent (2013) de Amy Jo Johnson[3].
- Lines (2014) de Amy Jo Johnson[4].
- The 10 Year Plan (2014) de J.C. Calciano[5].
- Lazer Team (2015) de Matt Hullum[6].
- Range 15 (2015) de Ross Patterson[7].
- BearCity 3 (2016) de Doug Langway[8].
- Johnny (2016) de Micah Stuart[9].
- Fighting Belle (2017) de Sean Riley[10].
- First Kiss (2017) de Louis Bekoe[11].
- The Space Between (2017) de Amy Jo Johnson[12].
- The Gaelic King (2017) (anciennement nommé Darlriata's King) de Philip Todd[13].
- Super Troopers 2 (en) (2018) de Jay Chandrasekhar[14].
- Gosnell: The Trial of America's Biggest Serial Killer (en) (2018) de Nick Searcy[15]. Ce film est un record de financement sur la plateforme avec plus de 2,3 millions de dollars amassés[16].
- Insect de Jan Švankmajer (2018)
- Iron Sky 2 (2019) de Timo Vuorensola[17].

#### Films à venir
- Dicknado de Billy Zebub[18].
- Minotaur de Adrian Rodriguez[19].
- The Order de Nick Gillard et David Wald[20]. Ce court-métrage est composé uniquement des acteurs de la série télévisée Power Rangers[21].
- The Lyosacks Movie (en cours de production) de Alvaro Calmet[22].

#### Films d'animations
- Dragon's Lair : The Movie (en cours de production) de Don Bluth et Gary Goldman[23].

### Jeux vidéos
- Factorio
- Ghost of a Tale
- Gods Will Be Watching
- Indivisible
- Thomas Was Alone

### Produits de la vie courante
- Ruche à robinet (Flow Hive) connaît en 2015 plus grand succès jamais connu sur Indiegogo, avec près de 13 millions de dollars levés. Son idée a été de créer la première ruche artificielle permettant l'extraction de miel dans son jardin.
- Cowarobot et sa valise de voyage se déplaçant automatiquement et sans l'aide de l'Homme